# 石塚和生
石塚 和生（いしづか かずお、1960年8月15日 - ）は、日本の料理人。ラーメン店「Due Italian」創業者。愛知県名古屋市出身。20年以上のイタリアンシェフを経て、人気ラーメンの店主に。現在、テレビ等のメディアに多数出演し、ラーメン業界に入ってからもシェフと呼ばれている。

## 経歴・人物
- 愛知県名古屋市に、私生児として生まれ5歳の時に母親をガンで亡くす。そのため幼少期は施設に預けられたり、生死さまようこともあったが、ただ生き抜くことだけを考え過酷な時期を過ごす。少年期は、東京の武蔵野市吉祥寺で過ごすのち料理と出会う。
- 1980年、レストラン西武入社。
- 1987年、独立し、東京都練馬区にイタリア料理「La Pasta」をオープン。その後、エノテカ「Vino Rosso Italiano」、オステリア「フィレンツェ食堂」など計6店舗展開する。年商5億のオーナーシェフとなる。しかしその後、多額の負債を抱え、倒産してしまい、一料理人に戻る。
- 2002年　TBS系「ガチンコ!ラーメン道」の出演をきっかけにラーメン職人に転向[4]。
- 2009年、株式会社フロムフォティ設立。
- 現在、サマーソニック等イベントに出店参加する他、施設のボランティア活動や料理プロデューサーとしても活躍中。3年連続ミシュラン・ガイドのビブグルマンとして掲載される「Due Italian」のオーナーシェフ。「支那そばや」創業者の佐野実が主宰する「佐野JAPAN」の一員でもある。

## 監修
- 2004年　明星食品 新麺開拓こくとろ麺 発売　[5]
- 2015年　日清食品「日清THE NOODLE TOKYO Due Italian 特製らぁ麺フロマージュ」発売　[6]
- 2017年　寿がきや食品「ドゥエイタリアン監修 レモンらぁ麺」発売
- 2018年　寿がきや食品 「ドゥエイタリアン　パクチーレモンらぁ麺」発売
- 2018年　おやつカンパニー「ベビースターラーメン丸（ドゥエイタリアン らぁ麺フロマージュ味）」発売
- 2018年　かっぱ寿司「ドゥエイタリアン監修 黄金塩らぁ麺」販売
- 2019年　「青山学院大学ラーメン」監修
- 2020年3月　石塚シェフ推奨！ヤマダイ ニュータッチ凄麺「鶏しおの逸品」販売

## メディア出演
- TBS「ガチンコ!ラーメン道」
- フジテレビ「ザ・ノンフィクション～天国のあなたへ～」　密着出演

## 著書
- 『ありがとう。あなたがいてくれたから！』2006年10月1日　ロングセラーズ
- 『そして今、あったかいラーメンを作っています』2019年8月20日発刊　ロングセラーズ